# Wojskowy Ośrodek Kultury „Dom Żołnierza” w Bielsku-Białej
Wojskowy Ośrodek Kultury „Dom Żołnierza” w Bielsku-Białej – garnizonowy ośrodek kultury, który został zbudowany w stylu zakopiańskim w latach 1924-28 przy ul. Broniewskiego 27 w Bielsku-Białej według projektu Leopolda Landaua.

## Historia
Budynek powstał z inicjatywy Komitetu Opieki nad Żołnierzami Garnizonu Bielska-Białej, a na jego budowę środki przekazało społeczeństwo powiatów: bialskiego, bielskiego, cieszyńskiego, nowotarskiego, makowskiego, i spisko-orawskiego. Działkę ofiarował arcyksiążę Karol Stefan Habsburg. W budynku znalazły się: sala teatralna z garderobami, jadalnia, biblioteka z czytelnią, bufet, hotelik, kuchnia i 2 werandy. W momencie otwarcia w 1928 roku otaczał go park z ławkami i zasadzonymi 500 drzewami owocowymi. Został poświęcony 11 listopada 1928 roku.
Projekt w stylu zakopiańskim przygotował Leopold Landau. Gdy po II wojnie światowej budynek przeszedł pod zarząd miasta otwarto w nim Młodzieżowy Dom Kultury. Po odzyskaniu budynku przez wojsko 5 listopada 1989 roku otwarto w nim Wojskowy Ośrodek Kultury. W 1990 roku nadano mu imię generała brygady Józefa Kustronia.